# アドルフ・ゴットリーブ
アドルフ・ゴットリーブ (1903年3月14日 – 1974年3月4日) は、アメリカ合衆国の抽象表現主義の画家、彫刻家、版画家。

## 初期と教育
アドルフ・ゴットリーブアメリカ抽象表現主義の第一世代である。彼はニューヨークのユダヤ人の両親のもとに生まれる。1920-1921年までアート・スチューデンツ・リーグ・オブ・ニューヨークで学ぶ。ゴットリーブは17歳で高校を卒業後、商船のでヨーロッパを巡っているときにアーティストになることを決意する。彼はフランスとドイツを一年間旅した。彼はパリで6ヶ月間過ごし、その間毎日ルーヴル美術館を訪れ、アカデミー・ドゥ・ラ・グランド・ショミエールへも聴講していた。その次の年、ドイツ、オーストリア、チェコスロバキア、および他の中欧諸国を旅し、美術館やギャラリーを訪ねた。ゴットリーブがアメリカに戻った時、彼はニューヨークで最も旅行を行ったアーティストになっていた。ニューヨークへ戻ったあとゴットリーブはアート・スチューデンツ・リーグ・オブ・ニューヨーク、パーソンズ美術大学、クーパー・ユニオン、エデュケーショナル・アライアンスで学んだ。

## 1920年代から1930年代
ゴットリーブは1930年にニューヨーク、Dudensing galleryでの初個展が控えていた。1920年代から1930年代初頭にかけてゴットリーブは、バーネット・ニューマン、マーク・ロスコ、デイビッド・スミス、ジョン・グラハム、そしてミルトン・エイブリーとの間に生涯にわたる友好関係を築いていた。特にミルトン・エイブリーからは大きな影響を受け、最初期のゴットリーブの作風はアメリカン・シーンを思い起こさせるものであった。1935年彼は、マーク・ロスコ、ベン・ザイオン、ジョセフ・ソルマン、イリヤ・ボロトフスキー、ルイス・ハリス、ジャック・クーフィルド、ルイス・シャンカーを含む10人の作家で「ザ・テン」を結成する。彼らは1935年から1940年まで共に展覧会を開催した。
1937年9月から1938年6月まで、ゴットリーブはツーソン郊外のアリゾナ砂漠で暮らしていた。その9ヶ月の間で、彼は根本的に絵のアプローチを変える。ゴットリーブはそれまでの表現主義的リアリズムからシュルレアリスム的で幾何学的抽象形態の要素を含んだ表現へと移行した。彼はそれまで使っていた、身近なシンボルや風景を作品の中から一時的に捨てさった。彼は 《シー・チェスト》のような神秘的な不調和が普通の風景に表されるシュルレアリスムな作品へ移行していった。彼はさらに、鑑賞者にアリゾナの砂漠で空を見ているような広がりを感じさせる必要があった、そこでその広がりをごく基本的な抽象形態に凝縮し、より洗練させた。「それは海にいるようだった‥、アリゾナは途方もなく明るく澄み渡り、夜でさえ雲が近く見える。そこは驚くほど澄んでいたのです。」と語っている。そのときに描かれた作品はゴットリーブがニューヨークに戻ってきたときに展示される。しかし、そのときゴットリーブの仲間だった幾人かから彼の新作に対して「抽象的すぎる」と非難がの声が挙がり、関係に亀裂を生むこととなる。

## 1940年代から1950年代
ゴットリーブと親しい彼の仲間たちは1930年代にニューヨークで行なわれたシュルレアリストグループの展覧会を高く評価していた。彼らは、美術雑誌「カイエ・ダール」を交換し合い無意識におけるイメージや自動筆記についての現行の考えにとても精通していた。ゴットリーブは1940年から41年の間にいくつかのシュルレアリスム的な作品を残している。彼の実験の成果は1941年から1950年にかけて描かれた「ピクトグラフ」シリーズに明らかになっている。ゴットリーブの作品《ボイジャーの帰還 Voyager's Return》では区切られた空間にイメージを並列させている。彼の描くイメージはアメリカ先住民や古代オリエントのものと似かよっている。もしもシンボルの中から全くのオリジナルのものを見つけたら、彼はそのシンボルを使わなかっただろう。なぜなら、古代から続くシンボルが鑑賞者のより深い根源的な要素であり、それが彼らの中で響きわたり、琴線に触れるのものにするためであり、ゴットリーブは彼の作品を鑑賞するすべての人に同じ影響を与えたかったからである。
1941年彼は周囲の美術に失望し、ピクトグラフという手法を発明した。ゴットリーブのピクトグラフは1941年から1954年にかけて制作されている。これらピクトグラフは、ゴットリーブの世代のアメリカ人として、初めて体系化された成熟した絵画だった。1947年にゴットリーブは彼の懸念について語った。「芸術家の役割はいつも画像製造家としてのものでした。異なる時代で異なるイメージが必要です。今日のわれわれの願望は、この悪しき事柄から必死で逃れる試みであり、それは時代にあわず、強迫観念的なであり、地下に潜み、絵文字イメージは私たちの現実であるノイローゼを表しています。私の心には、抽象と呼ばれる特定の抽象概念は全くありません。それどころか、私たちの時代に対するリアリズムなのです」
1942年5月、ゴットリーブの最初の「ピクトグラフ」の作品が、現代画家と現代彫刻家からなる第二回目の展覧会に出品された。ゴットリーブのピクトグラフはニューヨークのウェルデンスタイン・ギャラリーにあった。ゴットリーブは、特に物語的なアイデアから出発することで、無意識が描き出され、抽象化に近づく新しい方法を導入した。これを達成するために、ゴットリーブは緩く格子状に描かれたセクションにイメージを挿入し、各イメージの色や形、テクスチャーは独立しつつ同一平面上に描かれており、鑑賞者はそれらの関係性にそって関連付けてみることを強いられる。その意味は激しく個人的だが、ゴットリーブの絵画の一つの革新は、彼のピクトグラフのためのシュルレアシスム的な有機形態である。ゴットリーブにとって有機形態は彼の無意識を表現するための一つの方法だった。ゴットリーブは、ジョン・グラハムとジークムント・フロイト、そしてシュルレアリスを経由してそのことに魅了された。また、ゴットリーブは彼の考えた方法論である、有機形態を生成する方法に自動筆記（フロイトによる自由連想のための絵画技法）の要素も取り込み、彼の無意識の中で形作られた。これらの生物的な形態はすべての格子パターンのいたるところに描かれ「ピクトグラフ」シリーズ全体の構造になった。
ゴットリーブは、かつて「私が揺れる線や蛇行線を作ったとすれば、それは私が蛇行線を望んだからだ。それはその後それは蛇をほのめかすことになるが、私がそれを作った時は何も意味していなかった。それは純粋に作られた形だった。」と語っている。ゴットリーブが使うそれらの線や形は、簡単に解釈され、異なる人々に、異なった解釈を生む働きがある。
1950年、ゴットリーブは「オールオーバーペインティング」が、アメリカ抽象表現の絵画を描く上での常套手段になっていると感じていた。彼は新しいシリーズとして、彼の疑似言語の使用法を保持しながら新たな空間を加えた、想像的な風景を主題にしたImaginary Landscapeシリーズを描き始めた。伝統的な風景画の感覚ではなくむしろ、彼のスタイルに風景というジャンルを合わせることで描いた。Imaginary Landscapeシリーズはキャンバスを水平な二つの領域に分割し、非常にアクティブな面の上に瞑想的な画面が描かれており、20世紀中期の他の抽象表現と異なったアプローチを設定している。
1955年にゴットリーブは以下のように述べている。
「私にはよく「これらのイメージの意味は何ですか？」と質問されます。これはよくある間違った質問です。視覚イメージは言語的な思考や、光学的な事実に従う必要はないのです。良い質問とすれば「これらのイメージはどんな感情を伝えていますか？」でしょう。」
1956年後半から、ゴットリーブはBurst というシリーズを始め、2年間の大部分をこの手法に費やしている。Burstでは自身の表現を、円と糸が巻き取られたような塊の二つにまで簡素化し、要素の配置によってさまざまなバリエーションを描いた。BurstシリーズはImaginary Landscapeシリーズと異なり、太陽と大地といった風景を示唆していた。形はとても初歩的なものであるが、それはある解釈に限定されないことを示している。ゴットリーブは卓越した色彩家であり、Burstシリーズではその色彩が重要になっている。彼はカラーフィールドペインティングの最初の一人であり、Lyrical Abstractionの先駆者でもある。ゴットリーブの作風は空間の展開と普遍性によって特徴づけられる。

## 1960年代から1970年代
1960年までに、ゴットリーブはBurstシリーズでの努力によって、大幅に使用するイメージを簡素化することができた。彼は残りの人生ではBurstやImaginary Landscapeのような作品を作っていたが、他の仲間と異なり一つか二つのイメージに限定しなかった。ゴットリーブを巡る議論ではBurstやImaginary Landscape作品に終始してしまうが、これはこの作家が検討した幅広いアイデアを損なう事になる。1967年のインタビューの中で、自身んの狙いについて簡単に述べている。
「私が感じているいろんな気持ちや夢を含め、全て自然なのです。全ては自然の一部なのです。絵でさえも自然の一部になっています。より明確にするなら：私は自身の仕事に対するイデオロギー的な手法や絶対的な理論を持っていません。私はまさに、私個人の感情や反射、本能といったものから描いているのです。私はそれらを信じなくてはいけないのです。」
1967年、グッゲンハイム美術館とホイットニー美術館での展示を準備している間に、ゴットリーブは切り出したり色を塗ったダンボール紙で小さな彫刻モデルを制作した。彼はその時の気持ちを「始めたばかりの若い彫刻家」のようだと言っている。これらの小さな彫刻作品は、切断されたり塗装された鉄やアルミニウムによる、大きな作品に発展した。ゴットリーブの彫刻への進出は、一年半ほどしか続かなかったが、その短い期間で彼は彫刻と絵画の間を描く挑戦的な作品を作った。同様の方法で、ゴットリーブの友人であり、彫刻家のデイビット・スミスがいる。ゴットリーブは画家であり、色のない物体を視覚化することはできなかった。そのことを受け入れ彼は自身の絵画と同じようにするために長年の絵画で培い発展させた表現手法を全て使用した。彫刻を「感情表現のための乗り物にするために、私は、私が使用する特定の色、特定の形を作る必要性を感じた。私が表現したいすべてのものの負担を負わせ、すべてはいくつかの要素に集中する」。大きな野外彫刻三体を含む42体が作られた。
ゴットリーブは1960年代を通して活発に活動を続けた。1963年にはサンパウロビエンナーレにてグランプレミオを受賞した最初のアメリカ人アーティストになった。1968年には、グッゲンハイム美術館とホイットニー美術館が共同して彼の回顧展が行われた。これは現在のところこの二つの主要機関で行われた唯一の共同プロジェクトである。

## 関連リンク
- Adolph and Esther Gottlieb Foundation
- The Pace Gallery
- Gottlieb's work at the Guggenheim Museum